# UGK
UGK (afkorting van Underground Kingz) was een Amerikaanse hiphopduo uit Port Arthur, Texas, opgericht in 1987 door Chad "Pimp C" Butler en Bernard "Bun B" Freeman. 
In 1992 bracht UGK hun debuutalbum Too Hard to Swallow uit, gevolgd door verschillende andere albums die in de Billboard 200 en Top R&B/Hip-Hop Albums-hitlijsten terechtkwamen. In augustus 2007 brachten zij het album Underground Kingz uit, dat de single "International Players Anthem (I Choose You)" bevatte en debuteerde op nummer één in de Billboard 200. Het duo was ook te horen op hitsingles van verschillende andere artiesten, zoals "Big Pimpin'" van Jay-Z en "Sippin' on Some Syrup" van Three 6 Mafia. 
Op 4 december 2007 overleed Pimp C in zijn hotelkamer.

## Discografie
Albums
- Too Hard to Swallow (1992)
- Super Tight (1994)
- Ridin' Dirty (1996)
- Dirty Money (2001)
- Underground Kingz (2007)
- UGK 4 Life (2009)